# Matías de Gálvez y Gallardo
Ne pas confondre avec Matías de Gálvez, autre nom de Santo Tomás de Castilla, localité du Guatemala.
Pour les articles homonymes, voir Gallardo.
Matías de Gálvez y Gallardo (1717 à Macharaviaya en Espagne — 3 novembre 1784 à Mexico) est un général espagnol, gouverneur du Guatemala (d'avril 1779 au 3 avril 1783) et Vice-roi de Nouvelle-Espagne (du 29 avril 1783 au 3 novembre 1784).

## Biographie
Matías de Gálvez est né dans une petite ville de Malaga en Espagne. Il entreprend une carrière militaire et se distingue au cours de diverses campagnes. Il atteint le rang de général grâce à ses mérites et l'influence de son frère, José de Gálvez, un important administrateur de la Nouvelle-Espagne. Il épouse María Josefa de Madrid, ils ont deux fils, Bernardo et José (qui meurt à l'âge de 8 ans).

### Gouverneur du Guatemala

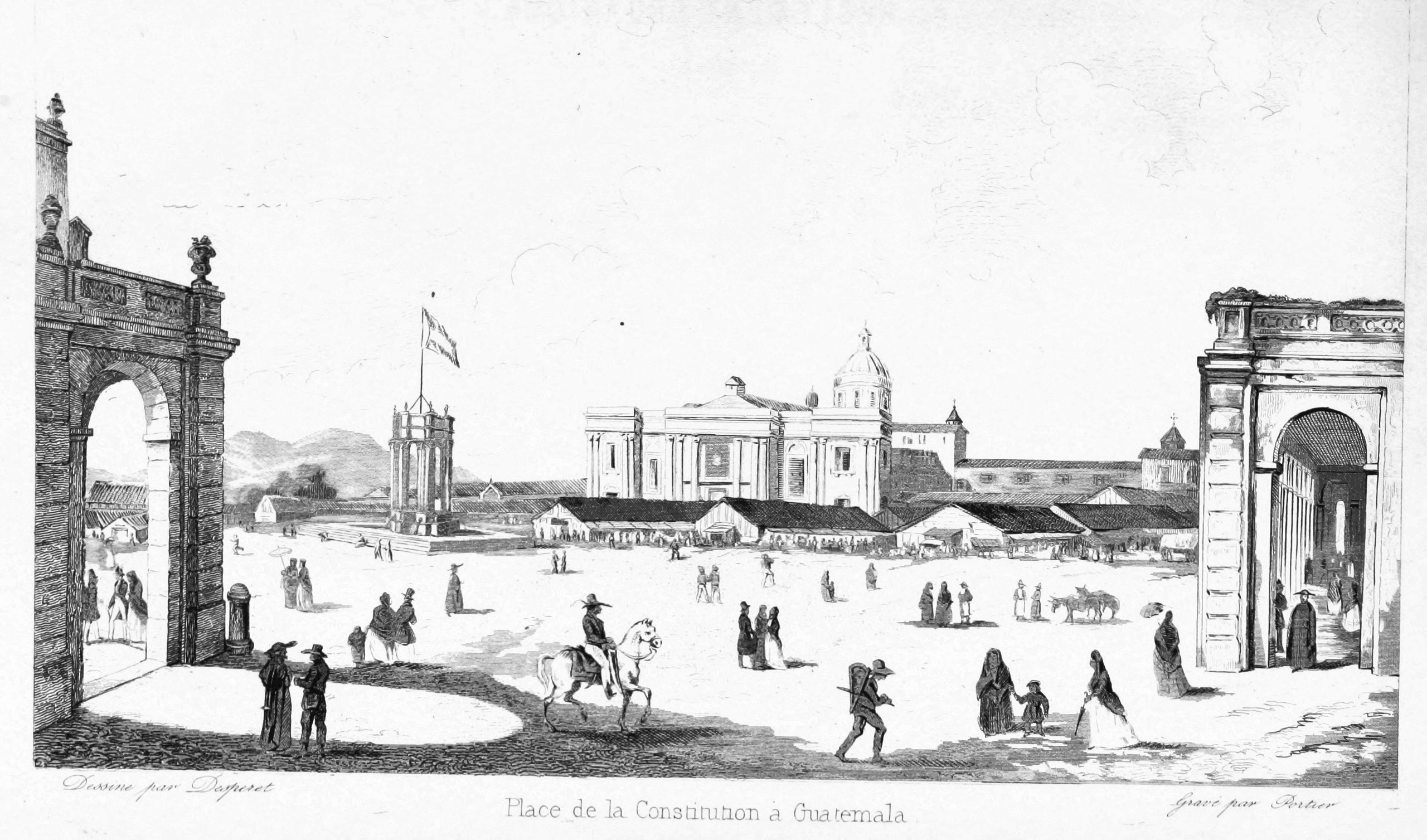
Place de la Constitution à Guatemala avec la cathédrale Saint-Jacques, gravure de 1844.

Des instructions scellées de la Couronne ne devant être ouvertes qu'à la mort du Vice-roi Antonio María de Bucareli y Ursúa spécifient que son successeur sera le capitaine général du Guatemala. Ces instructions y avaient été insérées par José de Gálvez, ministre des Indes et précédemment visitador (inspecteur général) en Nouvelle-Espagne, afin qu'elles puissent s'appliquer à son frère, Matías de Gálvez, mais aucun nom n'était donné dans ces instructions. Matías de Gálvez est nommé capitaine-général, gouverneur et président de l'Audiencia du Guatemala en avril 1779, juste avant la mort du vice-roi Bucareli. Cependant, Gálvez n'était pas encore arrivé dans la colonie pour y prendre ses fonctions, c'est donc Martín de Mayorga alors capitaine-général du Guatemala qui devient vice-roi.
Gálvez, ambitieux mais peu raffiné et rancunier ne pardonnera jamais à Mayorga, et plus tard, à sa mort en 1783 beaucoup soupçonneront Gálvez de l'avoir empoisonné.
Au Guatemala, Gálvez se montre un administrateur actif et un bon organisateur. Il travaille à la reconstruction de la ville de Guatemala après le tremblement de terre de 1773, établit une monnaie et fait édifier la cathédrale Saint-Jacques. Pendant la guerre anglo-espagnole de 1779-1783, il met la colonie en état de défense, lève une milice et reprend aux Anglais le fort de San Fernando de Omoa, dans la baie du Honduras, mais à cause de l'éloignement et de ses faibles moyens, il ne peut porter secours au fort de San Juan, au Nicaragua, qui tombe aux mains des Britanniques. Cependant, le corps expéditionnaire britannique, décimé par les fièvres, doit évacuer la place qui est réoccupée sans combat par les Espagnols le 5 janvier 1781.

### Vice-roi de Nouvelle-Espagne
Le vice-roi Mayorga tentait de démissionner depuis quelques années afin de rentrer en Espagne quand en 1783 le Roi Charles III accepte sa démission. Pour récompenser Gálvez de son administration du Guatemala, le roi le nomme vice-roi de Nouvelle-Espagne malgré son âge et son état de santé précaire. Il voyage par voie de terre jusqu'à la capitale en passant par Oaxaca et Puebla. Matías de Gálvez est le dernier vice-roi à faire, à cheval, son entrée officielle à Mexico le 28 avril 1783.
L'Espagne et l'Angleterre venaient juste de faire la paix, ce qui permet à Gálvez de se consacrer à l'amélioration de la capitale. Durant son bref règne il fait entreprendre le nettoyage des canaux et le drainage du lac de Mexico, la construction de ponts et du système d'égouts, il fait paver les rues de La Palma, Monterilla et San Francisco. Il divise Mexico en quatre quartiers et améliore les services de police. Il approuve le projet d'académie des beaux-arts de San Carlos initié par son prédécesseur et lui alloue un budget annuel de 15,000 pesos.
Il ordonne également la construction du palais de Chapultepec. Il organise la Banco Nacional de San Carlos, une filiale de la Banque d'Espagne et crée un mont de piété. Il essaie d'importer du mercure depuis la Chine (qui est utilisé dans les mines d'argent) en échange de fourrures. Il parvient à augmenter les revenus du gouvernement à 19 millions de pesos par an.
Le 13 novembre 1783 il autorise Manuel Antonio Valdés Murguía y Saldaña à recommencer la publication de la Gaceta de México. Il s'agit de la troisième incarnation de ce journal "national", la première était due en 1722 à Juan Ignacio María de Castorena Ursúa y Goyeneche, la suivante par Juan Francisco Sahagún de Arévalo y Ladrón de Guevara en 1728, mais suspendue depuis 1742. Valdés n'est cependant pas autorisé à publier des informations de sources non gouvernementales.
Il fait recenser les attelages de Mexico (on en dénombre 637). Il établit des sociétés d'entraide des populations indigènes du Mexique. Il ordonne la collecte et la préservation de plus de documents relatifs à l'histoire de la Nouvelle-Espagne. Il a l'intention de les utiliser pour un projet d'Histoire générale des Indes sur lequel il travaillait à Madrid et Séville.
Matías de Gálvez meurt le 3 novembre 1784 à Mexico. Peu de temps auparavant, le 20 octobre, il remet ses fonctions gouvernemental es à l'Audiencia. Il n'y avait alors aucune instruction scellée à ouvrir après sa mort, l'Audiencia remit donc l'administration à Vicente Herrera jusqu'à l'arrivée d'un nouveau vice-roi. Dans son testament, Gálvez demande des obsèques simples. Il sera enterré à l'église du Collège Apostolique de San Fernando, avec les égards dus à son rang et aux services qu'il rendit à la colonie. Son fils, Bernardo de Gálvez, gouverneur de Louisiane, lui succédera comme vice-roi.